# Yasuo Manaka
Pour les articles homonymes, voir Manaka.
Yasuo Manaka (眞中 靖夫, Manaka Yasuo) est un footballeur japonais né le 31 janvier 1971.